# José Manuel Pedreirinho
José Manuel dos Santos Custódio Pedreirinho (n. 1950) es un arquitecto y autor portugués.

## Biografía
Licenciado por la Escuela Superior de Bellas Artes de Lisboa en 1976 y doctor en Arquitectura por la Facultad de Arquitectura de la Universidad de Sevilla (2012). En 2017 fue elegido presidente de la Ordem dos Arquitectos y desde 2018 es preside la Fundación DoCoMoMo Ibérico. Ha sido profesor de la Escuela Superior Artística de Oporto (1985-1995), de la Universidad Lusíada de Oporto y lo es de la Escuela Universitaria de Bellas Artes de la Universidad de Coímbra, donde dirige el Departamento de Arquitectura desde 2014. Ha formado parte de jurados en diversos concursos de arquitectura, y también ha sido miembro de tribunales de tesis de máster y doctorales.
Desde 1979 ha colaborado con periódicos nacionales e internacionales y es autor de diversos libros de teoría e historia de la arquitectura portuguesa del siglo XX, como História crítica do Prémio Valmor (Argumentum, 2018), Dicionário dos Arquitectos Portugueses e activos em Portugal (Afrontamento, 1998) y Dicionário da História de Lisboa (1994). También es coautor de Siza não construído (Arteditores, 2012), entre otras obras.